# Вадена
Вадена (італ. Vadena) — муніципалітет в Італії, у регіоні Трентіно-Альто-Адідже, провінція Больцано.
Вадена розташована на відстані близько 520 км на північ від Рима, 45 км на північ від Тренто, 11 км на південь від Больцано.
Населення — 1047 осіб (2014).

## Демографія
Населення за роками:

Станом на 1 січня 2023 року в муніципалітеті офіційно проживало 129 іноземців з 20 країн, серед них 37 громадян країн Євросоюзу та 1 громадянин України.

## Сусідні муніципалітети
- Апп'яно-сулла-Страда-дель-Віно
- Больцано
- Бронцоло
- Кальдаро-сулла-Страда-дель-Віно
- Лайвес
- Ора
- Термено-сулла-Страда-дель-Віно